# Frédéric Pietruszka
Frédéric Pietruszka (* 13. Mai 1954 in Villecresnes) ist ein ehemaliger französischer Florettfechter.

## Erfolge
Frédéric Pietruszka wurde 1975 in Budapest Weltmeister mit der Mannschaft sowie 1978 in Hamburg und 1982 in Rom jeweils Zweiter im Teamwettbewerb. Im Einzel gelang ihm 1974 in Grenoble der Gewinn der Bronzemedaille. Er nahm an drei Olympischen Spielen teil: 1976 zog er in Montreal mit der Mannschaft ins Halbfinale ein, das gegen Italien verloren wurde. Im Gefecht um Bronze setzte er sich mit der Mannschaft anschließend gegen die Sowjetunion durch. Den Einzelwettbewerb beendete er als Fünfter. Bei den Olympischen Spielen 1980 in Moskau erreichte er mit der Mannschaft ungeschlagen das Finale, in dem die französische Equipe gegen die Sowjetunion knapp mit 8:8-Siegen und 68:60-Treffern den ersten Platz belegte. Gemeinsam mit Philippe Bonnin, Bruno Boscherie, Pascal Jolyot und Didier Flament wurde Flament somit Olympiasieger. Die Einzelkonkurrenz schloss er auf dem achten Rang ab. 1984 verpasste er in Los Angeles als Vierter im Einzel einen Medaillengewinn knapp. In der Mannschaftskonkurrenz scheiterte er mit Frankreich erneut im Halbfinale an Italien. Durch einen 9:3-Erfolg gegen Österreich sicherte sich Pietruszka eine weitere Bronzemedaille.
Von 2005 bis 2013 war er Präsident der Fédération Française d’Escrime. Im Anschluss wurde er Generalsekretär der Fédération Internationale d’Escrime.